# یمنیکی
یمنیکی (به چکی: Jemníky) یک منطقهٔ مسکونی در جمهوری چک است که در شهرستان کلادنو واقع شده‌است.